# الحقلال (الرضمة)

تعديل مصدري - تعديل

الحقلال محلة تابعة لقرية الكتبة، التابعة لعزلة بني قيس بمديرية الرضمة إحدى مديريات محافظة إب في الجمهورية اليمنية.، بلغ تعداد سكانها 54 حسب تعداد اليمن لعام 2004.